# Gornji Stranjani
Gornji Stranjani (en serbe cyrillique : Горњи Страњани) est un village de Serbie situé dans la municipalité de Prijepolje, district de Zlatibor. Au recensement de 2011, il comptait 61 habitants.

## Géographie
Le village de Gornji Stranjani se situe sur les pentes mont Jadovnik, dans la chaîne du Zlatar ; il est situé à proximité de Prijepolje. Près du village se trouvent les monastères de Davidovica et de Mili, ainsi que la forteresse médiévale de Kovin.

## Démographie

### Évolution historique de la population
| 1948 | 1953 | 1961 | 1971 | 1981 | 1991 | 2002 | 2011 |
| ---- | ---- | ---- | ---- | ---- | ---- | ---- | ---- |
| 377  | 399  | 394  | 349  | 208  | 127  | 85   | 61   |

|  |

## Économie
La population de Gornji Stranjani travaille dans le domaine de l'agriculture et de l'élevage. On y cultive le blé, l'orge, le maïs, le seigle, l'avoine, le sarrasin etc. On y produit aussi des légumes (haricots, fèves, oignons, choux, tomates, concombre, laitue, épinards, carottes, persil, choux de Bruxelles) et des fruits comme les pommes, les poires, les cerises et les prunes. On y fabrique aussi des eaux de vie de fruits (poires et prunes). Sur le plan de l'élevage, on y trouve surtout des moutons, mais aussi des porcs et des volailles pour un usage privé.